# Qasmuna
Qasmūna bint Ismāʿīl al-Yahūdī (in arabo قسمونة بنت إسماعيل‎?; Granada, XI o XII secolo – ...) è stata una poetessa ebraico-andalusa di lingua araba. Con l'anonima moglie di Dunash ben Labrat e Sarah dello Yemen, è una delle poche poetesse ebree conosciute di epoca medievale.

## Biografia
Non si conosce molto della vita di Qasmūna: nacque a Granada (chiamata anche Granata al-Yahūd, "Granada giudea") verosimilmente figlia di Ibn Naghrilla (nome ebraico: Samuel ha-Nagid), visir del sultano ziride Badis ibn Habus particolarmente abile nella gestione degli apparati amministrativo e militare del califfato.
Ibn Naghrilla aveva altri tre figli: Judah, Eliasaf e Joseph che prese il suo posto come visir e venne crocifisso durante il Massacro di Granada del 1066, durante il quale una folla inferocita di musulmani influenzata dall'antisemitismo dilagante originato dalla corte si scagliò contro la popolazione ebraica provocando un violento eccidio.
Secondo James M. Nichols, Qasmūna potrebbe essere stata invece figlia di Isma'il ibn Bagdalah; tesi criticata da James A. Bellamy che trovò molto più plausibile la discendenza da Ibn Naghrilla.
Qasmūna fu l'unica poetessa donna ebrea dell'Andalusia che scrisse in arabo classico. Si trovano alcuni riferimenti a lei e alla sua arte nella raccolta di biografie Nuzhat al-julasā’ fī ash‘ār al-nisā’ di Al-Suyuti e in Nafḥ al-Ṭīb, opera dedicata alla storia politica e alla letteratura di Al-Andalus di Al-Maqqari.

## Pensiero
Qasmūna ricevette un'ottima educazione nello studio della lingua e della cultura araba classica dal padre che le insegnò l'arte della poesia con giochi di improvvisazione poetica. Al-Suyuti riporta che la giovane avesse una raffinata conoscenza della metrica araba e che talmente brillanti fossero le sue improvvisazioni che dopo uno di questi scambi il padre le avesse baciato la testa dalla gioia dicendo: «con queste dieci parole, sei più poetessa di me».
La biografia di Al-Suyuti riporta che la forma poetica utilizzata dall'autrice è il muwashshah, inventata dal poeta della corte di Cordova Muhammad ibn Mahmud di Cabra alla fine del IX secolo e consistente in una serie di versi in arabo classico che vanno a comporre solitamente cinque stanze concluse da un ritornello che ripete le rime del preludio.
Nella poesia di Qasmūna si trova una grande consapevolezza del proprio fascino, la ricerca del matrimonio e un senso di solitudine di cui l’unica consolazione sono delle creature semi-selvagge abitanti delle foreste. Ella scrisse dei versi dopo essersi guardata allo specchio in un episodio in cui - seguendo il pensiero comune delle donne dell'epoca - riconobbe che la bellezza femminile ha una durata molto limitata prima della sua sfioritura e ricorse al topos del frutto ormai maturo che cadrà dall'albero e marcirà se non raccolto in tempo. Mezzo di seduzione per la donna sono gli occhi che la poetessa comparò a quelli di una gazzella (in altre traduzioni si tratta di un cervo) che nella poesia ispano-araba rappresentava l'amante. Senza un compagno o un amico Qasmūna sentiva una solitudine profonda che poteva essere sconfitta solo tramite un intervento divino (destino).
Dopo aver letto i suoi pensieri il padre si mosse per cercare un marito e ciò può essere il motivo per cui non si hanno registrati ulteriori scritti della poetessa.
I temi trattati nei versi sono simili a quelli dell'amor cortese europeo, concezione filosofica e letteraria di epoca successiva. Ancora aperto è il dibattito storiografico sulle influenze arabe (in particolare arabo-andaluse) sulla letteratura medievale: Guglielmo IX duca d'Aquitania e conte di Poitiers (1071-1126), considerato il primo trovatore di lingua d'oc, avrebbe verosimilmente preso ispirazione dai temi del muwashshah e dello zéjel - utilizzato dal suo contemporaneo Ibn Quzmān - per le sue poesie.
Quella di Qasmūna si può ritenere anche parte del filone letterario della poesia erotica, non rara tra gli uomini e le donne di diverso ceto sociale di Al-Andalus: uno degli esempi più celebri quello della principessa Wallada bint al-Mustakfi (Cordova, XI secolo), poetessa di alto livello e conosciuta in tutta la Spagna musulmana, scrisse diversi componimenti passionali e spesso forniti di immagini esplicite indirizzati ai suoi e alle sue amanti, in particolare al poeta Ibn Zaydun con cui ebbe una relazione tempestosa e costellata di tradimenti.

## Opere
Sono tre i lavori di Qasmūna giunti fino ad ora:
1
Scambio/gioco poetico con il padre in cui egli propose la prima metà di un verso:
Lī ṣāḥibun dhū qad qābalat
nafʿan bi-ḍurrin wa-staḥallat ḥarāma-ha.
Ho un’amica di radioso splendore il cui cuore risponde ai favori con cattiverie
e considera lecito il suo crimine.
a cui la figlia rispose completando l'altra metà improvvisando:
Ka-shshamsi min-ha-l-badru yaqbisu nūra-hu
abadan wa-yaksifu baʿda dhālika jirma-ha.
Come il sole copre della sua luce la luna piena,
così del tutto si eclissa il suo crimine.
2
Poesia scritta probabilmente dopo essersi guardata allo specchio e aver riconosciuto il suo fascino di giovane donna in età da marito:
Ayā rawḍatan qad ḥāna min-ha qaṭāfu-ha
wa-laisa yurâ ḥānin yamudda la-ha yadā;
fa-wā asafī yamdī-shshabābu mudayyaʿan
wa-yabqâ-lladhī mā lanʾusammī-hi mufradā.
Vedo un giardino per cui è arrivato il tempo del raccolto,
ma nessuno tendere la mano per coglierne il frutto
Oh che rimpianto, passa la giovinezza perduta,
e sola rimane la persona di cui non dico il nome.
3
Ultima poesia conosciuta di Qasmūna:
Yā ẓabyatan tarʿa bi-rawdin dāʾiman
innī ḥakaitu-ki fi-ttawaḥḥushi wa-l-ḥawari.
Amsâ kilā-nā mufradan ʿan ṣāḥibin
fa-ʿitābu-nā abadan ʿalâ ḥukmi-l-qadari.
O, gazzella, che pascoli sempre nel mio giardino,
ti somiglio nella selvatichezza e negli occhi neri
a sera divento parola solitaria senza amico,
e sempre ci appelliamo contro la sentenza del destino.